# Chicago Bulls 1966-1967
La stagione 1966-67 dei Chicago Bulls fu la 1ª nella NBA per la franchigia.
I Chicago Bulls arrivarono quarti nella Western Division con un record di 33-48. Nei play-off persero la semifinale di division con i St. Louis Hawks (3-0).

## Roster
| N° | Naz.                   | Ruolo | Sportivo        | Anno | Alt. | Peso |
| -- | ---------------------- | ----- | --------------- | ---- | ---- | ---- |
| 4  | Stati Uniti (bandiera) | GA    | Jerry Sloan     | 1942 | 196  | 88   |
| 5  | Stati Uniti (bandiera) | G     | Guy Rodgers     | 1935 | 183  | 84   |
| 6  | Stati Uniti (bandiera) | G     | Gerry Ward      | 1941 | 193  | 88   |
| 7  | Stati Uniti (bandiera) | AC    | Jim Washington  | 1943 | 198  | 95   |
| 8  | Stati Uniti (bandiera) | G     | Dave Schellhase | 1944 | 191  | 93   |
| 9  | Stati Uniti (bandiera) | A     | Don Kojis       | 1939 | 191  | 92   |
| 12 | Stati Uniti (bandiera) | C     | Nate Bowman     | 1943 | 208  | 104  |
| 14 | Stati Uniti (bandiera) | AC    | Erwin Mueller   | 1944 | 203  | 104  |
| 15 | Stati Uniti (bandiera) | GA    | Keith Erickson  | 1944 | 196  | 88   |
| 16 | Stati Uniti (bandiera) | A     | Barry Clemens   | 1943 | 198  | 95   |
| 17 | Stati Uniti (bandiera) | AC    | Len Chappell    | 1941 | 203  | 109  |
| 17 | Stati Uniti (bandiera) | C     | George Wilson   | 1942 | 203  | 102  |
| 18 | Stati Uniti (bandiera) | AC    | McCoy McLemore  | 1942 | 201  | 104  |
| 19 | Stati Uniti (bandiera) | A     | Bob Boozer      | 1937 | 203  | 98   |

## Staff tecnico
- Allenatore: Red Kerr
- Vice-allenatore: Al Bianchi
- Preparatore atletico: Bob Biel